# Горки (усадьба)
Об усадьбе в Дмитровском районе см. Горки Рогачёвские

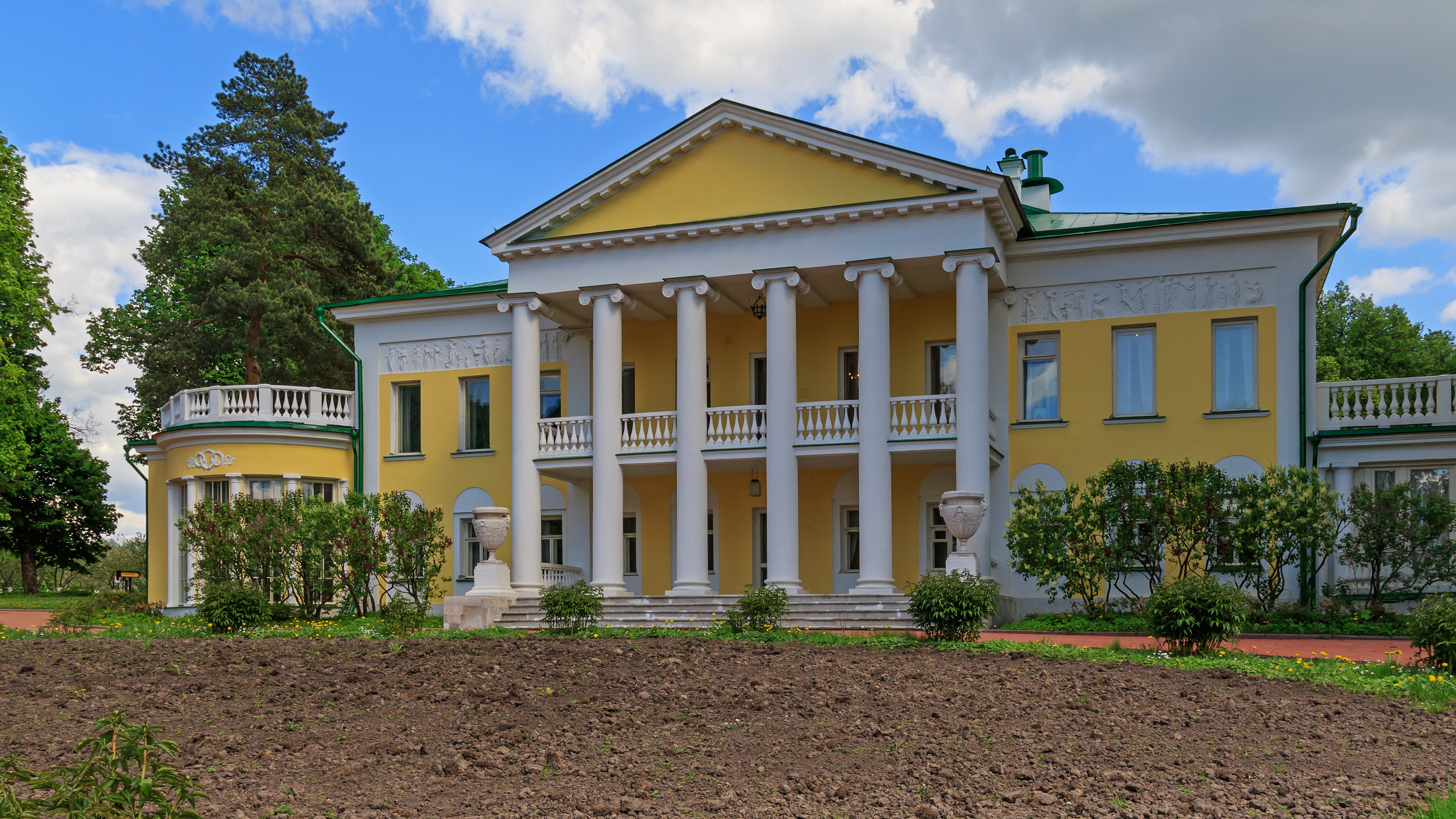
Дом А. А. Дурасовой в усадьбе Горки — пример русского палладианства

Усадьба «Большие Горки» — архитектурно-художественный ансамбль начала XIX века, расположенный на берегу реки Пахра в посёлке Горки Ленинские Ленинского района Московской области, примерно в 10 км от МКАД. Территорию усадьбы занимает Государственный исторический музей-заповедник «Горки Ленинские».

## Дворянский период
До конца XVIII века имение Вышние Горки принадлежало мелкопоместному дворянскому роду Спасителевых, при которых на исходе XVIII века был выстроен усадебный дом. Во второй половине XVIII века: «Полдеревни Нижние Горки и посельца Вышние Горки — за капитаншей Марфой Афанасьевной, дочерью Спасителевой». А «сельцо Ивахнино с полусельцом Вышние Горки и полудеревней Нижние Горки и пустоши состоят во владении вдовы действительного тайного советника и кавалера Федора Васильевича Наумова Марьи Михайловны». В своём нынешнем виде усадьба создана трудами Аграфены Алексеевны Дурасовой, сестры и наследницы московского богача Н. А. Дурасова, который ближе к «первопрестольной» выстроил дачу в Люблино. Она скупила земли в 1800—1803 годах и велела разбить на них парк. В 1824 году земельный участок с барским домом был уступлен зятю Дурасовой — сенатору А. А. Писареву.

## Купеческий период
В пореформенное время Горками владели Сушкины и другие купеческие династии. В 1909 усадьбу Горки приобрела Зинаида Григорьевна, вдова фабриканта и мецената Саввы Морозова, третьим браком вышедшая замуж за московского градоначальника А. А. Рейнбота.
На средства новой владелицы усадебный комплекс был реконструирован под руководством Ф. О. Шехтеля. В 1913—1915 годах по проекту архитектора Ф. Н. Кольбе строятся хозяйственный двор, водонапорная башня, конюшни и парковые беседки. В предреволюционное время Горки приобретают вид крупнокапиталистической сельскохозяйственной фермы:

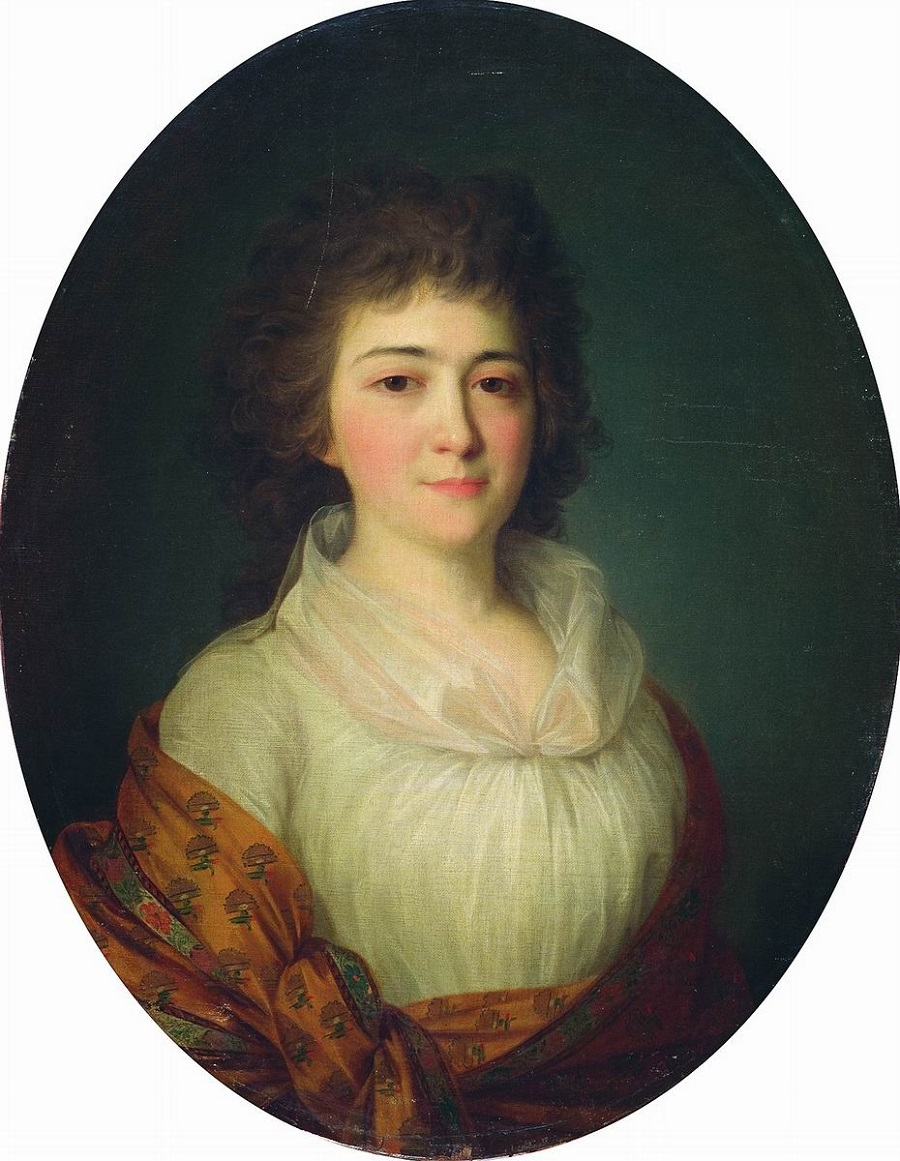
Создательница усадьбы А. А. Дурасова на портрете Рокотова

В горкинском саду было около 500 яблонь, 300 вишен. В ягодниках насчитывалось более 150 кустов черной смородины, свыше 60 кустов красной смородины, 24 грядки малины, 26 клубники, рос и крыжовник. Огород занимал площадь около 3,5 десятин. В 1918 году было посажено около 5 тысяч корней помидор, 0,5 десятины была занята луком, морковью, огурцами, цветной капустой, почти десятина была засажена капустой. В хозяйстве имелось 300 парниковых рам. В оранжерее росли цикламены, хризантемы, гелиотропы, гортензии, орхидеи, розы, оралии, сирень в кадках.

## Ленин в Горках
После Октябрьской революции 1917 года усадьба служила резиденцией В. И. Ленина, который жил и работал здесь в общей сложности около двух лет c 24-25 сентября 1918 года. Этому обстоятельству усадьба во многом обязана своей сохранностью и образцовым видом — в отличие от многих прочих дворянских усадеб, которые были разграблены и сожжены. Гостивший в усадьбе С. А. Мещерский свидетельствует, что внутреннее убранство усадьбы при Ленине практически не менялось.

Комендант Московского Кремля Павел Мальков в своих мемуарах так вспоминает поставленную ему Яковым Свердловым задачу по поиску временного места проживания для В.И. Ленина:
Задача стояла перед нами не из легких. Правда, под Москвой было немало заброшенных особняков, роскошных дач, просторных дворцов, но мы знали, что во дворец Ильич не поедет. Надо было найти удобный, по возможности хорошо сохранившийся, но не слишком роскошный дом.
Объездив пригороды и дачные места и осмотрев ряд особняков, мы остановились на имении бывшего московского градоначальника Рейнбота в Горках. Дом там был в полном порядке, хотя и несколько запущен. Поблизости от дома стоял небольшой флигелек.

Результаты поисков доложили Якову Михайловичу. Он одобрил наш выбор и велел подготовить Горки к переезду Ильича. 
Открытие музея, который планировалось организовать в Горках сразу после смерти вождя, пришлось отложить на четверть века из-за того, что
в Горках укрепился младший брат Ильича Дмитрий Ульянов вместе с семьей. Выдворить его оказалось решительно невозможно: упрямый Дмитрий не хотел покидать Горки, хотя имел прекрасную квартиру в Москве. Он только пил красное вино и катался по парку на автоматической инвалидной коляске, которую купил в Англии для Ленина нарком внешней торговли СССР Красин.
С 1949 года действует исторический заповедник «Горки Ленинские» общей площадью 9,5 тыс. га. Планы семьи Дмитрия Ильича вывезти из усадьбы антикварную обстановку были заблокированы администрацией. Чтобы избежать щекотливых расспросов посетителей о том, почему вождь мирового пролетариата жил в обстановке купеческой роскоши, золочёную мебель прикрыли белыми чехлами, которые были сняты только в XXI веке. Территория усадьбы реконструирована в 1961—1962 годах архитекторами В. И. Долгановым и Г. А. Механошиной.